# توماوية
التوماوية (بالإنجليزية: Thomism) هي مدرسة فلسفية نشأت كإرث من عمل وفكر توما الأكويني (1274-1225)، وهو فيلسوف ولاهوتي وطبيب في الكنيسة. في الفلسفة، تُعتبر أسئلة وتعليقات توماس المُختلف عليها حول أرسطو من أشهر أعماله.

تُعد «الخلاصة اللاهوتية» أحد أكثر الوثائق تأثيرًا في لاهوت العصور الوسطى، وما تزال تُمثل نقطة مرجعية مركزية لفلسفة اللاّهوت والكنيسة الكاثوليكية. في عام 1914، حذّر البابا بيوس العاشر من أن تعاليم الكنيسة لا يمكن فهمها من دون الأسس الفلسفية الأساسية لأطروحات توماس الأكويني الأساسية:
لا تُوضع أطروحات رأس المال في فلسفة القدّيس توماس في تصنيف الآراء التي يمكن أن تُناقش بطريقة أو بأخرى، ولكن يجب اعتبارها الأساس الذي يقوم عليه علم الأشياء الطبيعية والإلهية بشكل كامل. إذا أُزيلت هذه المبادئ أو ضعفت بأي شكل من الأشكال، سيتبع ذلك بالضرورة فشل طلاب العلوم المقدسة في نهاية المطاف في إدراك معنى الكلمات التي تقترحها عقيدة الوحي الإلهي من قبل هيئة الكنيسة.
وصف مجلس الفاتيكان الثاني نظام الأكويني بأنه «الفلسفة الباقية».

## الفلسفة التوماوية

### نظرة عامة
احتفظ توماس الأكويني بمبدأ أن تُقبل الحقيقة بغض النظر عن مكان وجودها. استمد نظرياته من الفلاسفة اليونايين والرومان والإسلام واليهود. وبشكل خاص، كان واقعيًا (على عكس المُشككين، كان يعتقد أن العالم يمكن أن يُعرف كما هو). أكّد أيضًا وجهات نظر لأرسطو في كثير من الأحيان عبر حجج مستقلة تتبع إلى حد كبير المصطلحات الميتافيزيقية الأرسطية. كتب ملاحظات شاملة عن أرسطو، وأشار إليه باحترام وبكل بساطة باسم «الفيلسوف».
التزم أيضًا ببعض المبادئ الجديدة الأفلاطونية، على سبيل المثال: «من الصحيح تمامًا أن يكون هناك أولًا شيء أساسي وجيد، نسميه اللّه، ... وهكذا يمكن تسمية الشيء بالخيّر أو بالحيّ، وذلك عبر نظرية الأفكار والأشكال».

### الأطروحات التوماوية الأربعة والعشرون

#### علم الوجود (الأنطولوجيا)
1. يُفصَل بين الفاعلية والفعل بطريقة تجعل كل ما هو فعل إما فعلًا خالصًا، أو مكونًا إن لزم الأم، من القوة والفعل كمبادئ أساسية وجوهرية.
2. بما أن الفعل هو الكمال فهو ليس محدودًا إلا من خلال القدرة التي هي بحد ذاتها قدرة على الكمال. وبالتالي، عندما يكون الفعل خالصًا نقيًا فقط يكون موجودًا. وبهذا الترتيب، كعمل فريد وغير محدود. وكلما كانت محدودة ومتعددة تدخل في تركيبة حقيقية قوية.
3. بالتالي، فإن الإله الواحد، الفريد والبسيط، وحده موجود في الوجود المطلق. جميع الأشياء الأخرى التي تشارك في كونها ذات طبيعة يُقيد وجودها؛ تتألف من جوهر ووجود، باعتبارها مبادئ متميزة حقًا.
4. هناك شيء يسمى الكائن. لا يُطلق على الله والمخلوقات اسم الكائنات بشكل متساوٍ، أو بطريقة لا شك فيها، ولكن يمكن ذلك من الناحية النظرية بالاستناد إلى النسب والتناسب.
5. هناك أيضًا ضمن كل مخلوق تكوين حقيقي للمادة الموجودة والأشكال الثانوية المُضافة، أي الأشكال العرضية. لا يمكن فهم هذا التكوين ما لم يتم تلقي الوجود حقًا في جوهر متميز عنه.
6. يوجد إلى جانب الحوادث الثابتة أيضًا الحوادث النسبية، العلاقة. على الرغم من أن العلاقة لا تعني شيئًا وراثيًا في شخص آخر، فهي غالبًا ما تكون سببًا في الأشياء، وبالتالي تعتبر كيانًا حقيقيًا مُتميزًا عن الموضوع.
7. المخلوق الروحي هو مخلوق بسيط في جوهره. ومع ذلك، ما تزال هناك تركيبة مزدوجة في المخلوق الروحي، أي الجوهر مع الوجود، والجوهر مع الصُّدف.
8. على أي حال، يتكون المخلوق البدئي من الفعل والفاعلية حتى في جوهرها. يُعين هذا الفعل والفاعلية في ترتيب الجوهر بواسطة شكل الأسماء والمادة.

#### علم الكونيات
1. هنا لا تهم المادة ولا الشكل ولا كيف تُنتج أو تُفسد ولا تُضمّن في أية فئة كمبادئ جوهرية.
2. على الرغم من أن التمدد في الأجزاء الكمية يتبع الطبيعة الجسدية، فهو ليس نفسه بالنسبة للجسم ليكون مادة ولكي يُقدّر كميًا. الجوهر في حد ذاته غير قابل للتجزئة، لا لأن النقطة غير قابلة للتجزئة، ولكن تلك التي تقع خارج ترتيب الأبعاد هي غير القابلة للتجزئة. لكن الكميّة، التي تعطي امتدادًا للمادة، تختلف حقًا عن المادة، وهي بالفعل صدفة.
3. مبدأ التمييز، أي التمييز العددي للفرد عن الآخر بنفس الطبيعة المحددة، هو مسألة محددة من حيث الكمية، ولذلك في الأرواح النقية لا يمكن أن يكون هناك أكثر من فرد من نفس الطبيعة المحددة.
4. بحكم كمية الجسم نفسه، يكون الجسم في مكان محدد وفي مكان واحد بمفرده، بغض النظر عن القوة المُستخدمة.
5. تنقسم الأجسام إلى مجموعتين: البعض على قيد الحياة والبعض الآخر خالٍ منها.

#### علم النفس
1. تعيش الروح البشرية في حد ذاتها، وتُخلق بواسطة الإله، وبحكم طبيعتها فهي خالدة وغير قابلة للفساد.
2. تتحد هذه الروح العقلانية مع الجسد بطريقة تجعل منه الشكل الوحيد للجسم. الرجل بحكم روحه هو رجل، وحيوان، وكائن حي، وجسد، ومادة. لذلك تمنح الروح الإنسان كل درجات الكمال، وعلاوة على ذلك، فإنها تعطي الجسم حصة في فعل وجوده نفسه.
3. تصدر عن الروح البشرية بطبيعة الحال قوى تتعلق بأمرين، العضوية وغير العضوية. القوى العضوية من بينها الحواس، لها مركب حسب المادة. أما القوى غير العضوية، فلها الروح فقط. وبالتالي، فإن العقل هو قوة مستقلة في جوهرها عن أي عضو جسدي.
4. تتبع العقلانية بالضرورة عدم الأهمية المادية، وبهذه الطريقة، كلما ابتعدنا عن المادة زادت درجة الذكاء. إن أي كائن هو هدف كافٍ للتفاهم بشكل عام. ولكن في حالة اتحاد الروح والجسد، فإن الكميات المُستخرجة من الظروف المادية الفردية هي الهدف الصحيح للعقل الإنساني.
5. لذلك، نحن نتلقى المعرفة من الأشياء الملموسة. لكن نظرًا لأن الأشياء الملموسة ليست مفهومة في الواقع، يجب الاعتراف بالقدرة النشطة في الروح، والتي تستخلص القوة أو الأنواع الواضحة من الصور الحسية في الخيال.
6. من خلال أوجه الشبه أو الأنواع الواضحة، نعرف مباشرةً المُسلّمات، أي طبيعة الأشياء. نصل إلى الأشياء من خلال حواسنا، وأيضًا من خلال عقولنا عندما تكون الصور حسية. لكننا نميل إلى معرفة الأشياء الروحية عن طريق التشبيه والمقارنة.
7. الإرادة لا تسبق العقل، وإنما تتبعه. وهي تشتهي بالضرورة ما يُقدم لها كخير وبما يرضي الشهية. لكنها تختار بحرية بين العديد من الأشياء التي تُقدّم لها باعتبارها مرغوبة وفقًا لحكم أو تقييم متغير. وبالتالي، يتبع الخيار الحكم العملي النهائي.

#### الإله
1. نحن لا نتصور بحدس فوري أن الله موجود، ولا نثبت أنه بديهي، لكننا نثبت ذلك تجريبيًا، أي من الأشياء التي خُلقت، هناك حجج تأخذ بالآثار وحتى الأسباب وهي: من الأشياء التي تُنقل ولا يمكن أن تكون المصدر الكافي لحركتهم إلى المُحرك الأول الثابت؛ ومن إنتاج الأشياء في هذا الكون من خلال الأسباب المُتتابعة إلى السبب الأول للوجود؛ ومن الأشياء الفاسدة التي قد تكون أو لا تكون إلى الأشياء الموجودة بالضرورة؛ ومن الأشياء التي تُعاش أو تُفهم وفقًا لدرجات الكينونة والعيش والتفاهم إلى ما هو الفهم الأقصى والعيش الأقصى والوجود الأقصى.